# Italien i olympiska vinterspelen 1992
Italien deltog i olympiska vinterspelen 1992. Italiens trupp bestod av 107 idrottare, 79 var män och 28 var kvinnor. Totalt vann de 14 medaljer (4, guld, 6 silver och 4 bronsmedaljer). alpinisten Alberto Tomba var landets fanbärare vid invigningsceremonien.

## Medaljer

### Guld
- Alpin skidåkning
  - Storslalom herrar: Alberto Tomba
  - Kombinerad herrar: Josef Polig
  - Super-G damer: Deborah Compagnoni

- Längdskidåkning
  - 30 km damer: Stefania Belmondo

### Silver
- Längdskidåkning
  - 10 km herrar: Marco Albarello
  - 50 km herrar: Maurilio De Zolt
  - 4x10 km damer: Giuseppe Puliè, Marco Albarello, Giorgio Vanzetta och Silvio Fauner
  - 5+10 km damer: Stefania Belmondo

- Alpin skidåkning
  - Slalom herrar: Alberto Tomba
  - Kombinerad herrar: Gianfranco Martin

### Brons
- Rodel
  - Dubbel: Hansjörg Raffl och Norbert Huber

- Längdskidåkning
  - 10+15 km herrar: Giorgio Vanzetta
  - 50 km herrar: Giorgio Vanzetta
  - 4x10 km damer: Bice Vanzetta, Manuela Di Centa, Gabriella Paruzzi och Stefania Belmondo